# Colindres
Colindres (Culindris en càntabre) és un municipi situat en la part oriental de Cantàbria, limitant al Nord i Est amb el municipi de Laredo, al Sud i Sud-est amb Limpias i a l'oest amb Treto i la ria de Treto també anomenada Ria del Asón, formada per la confluència de la ria de Rada i la ria de Limpias. Es troba a 46 km de Santander.

## Demografia
| 1900  | 1910  | 1920  | 1930  | 1940  | 1950  | 1960  | 1970  | 1980  | 1990  | 2000  | 2007  |
| ----- | ----- | ----- | ----- | ----- | ----- | ----- | ----- | ----- | ----- | ----- | ----- |
| 1.189 | 1.325 | 1.497 | 1.560 | 1.824 | 2.000 | 2.209 | 3.320 | 4.885 | 5.509 | 6.577 | 7.490 |

Font: INE

## Administració
| Eleccions municipals, 25 de maig de 2003 |      |        |          |
| Partit                                   | Vots | %      | Regidors |
| PSOE                                     | 2626 | 57,21% | 8        |
| PP                                       | 1224 | 26,67% | 4        |
| PRC                                      | 343  | 7,47%  | 1        |

| Eleccions municipals, 27 de maig de 2007 |      |        |          |
| Partit                                   | Vots | %      | Regidors |
| PSOE                                     | 2656 | 58,12% | 8        |
| PP                                       | 1335 | 29,21% | 4        |
| PRC                                      | 425  | 9,30%  | 1        |